# Simon Van Vossel
Simon Van Vossel (* 28. Februar 1979 in Gent) ist ein ehemaliger belgischer Shorttracker.

## Werdegang
Van Vossel trat international erstmals bei den Juniorenweltmeisterschaften 1996 in Courmayeur in Erscheinung, wobei er den zehnten Platz im Mehrkampf errang. Bei den Europameisterschaften zwei Jahre später in Budapest wurde er Neunter im Mehrkampf. In der Saison 1998/99 erreichte er in Montreal mit dem dritten Platz über 500 m sowie mit dem zweiten Rang in Nobeyama über 1500 m und in Peking über 3000 m seine einzigen Podestplatzierungen im Weltcup. Damit wurde er zum Saisonende Siebter in der Weltcupwertung über 500 m, Sechster im Mehrkampf-Weltcup und Vierter in der Weltcupwertung über 1500 m. Bei den Europameisterschaften 1999 in Oberstdorf lief er auf den 15. Platz im Mehrkampf und bei den Weltmeisterschaften 1999 in Sofia auf den 25. Rang im Mehrkampf. Zudem gewann er bei der Winter-Universiade 1999 in Poprad die Silbermedaille über 1500 m. In den folgenden Jahren kam er bei den Europameisterschaften 2000 in Bormio auf den neunten Platz im Mehrkampf, bei den Weltmeisterschaften 2000 in Sheffield auf den 20. Rang im Mehrkampf und bei den Weltmeisterschaften 2001 in Jeonju auf den 30. Platz im Mehrkampf. 
In seiner letzten aktiven Saison 2001/02 wurde Van Vossel bei den Teamweltmeisterschaften 2002 in Montreal Siebter und bei den Europameisterschaften 2002 in Grenoble Elfter im Mehrkampf. Zudem holte er dort die Silbermedaille mit der Staffel. Bei den Weltmeisterschaften 2002 in Montreal kam er auf den 14. Platz im Mehrkampf sowie auf den achten Rang mit der Staffel und beim Saisonhöhepunkt, den Olympischen Winterspielen 2002 in Salt Lake City, auf den 13. Platz über 500 m sowie auf den siebten Rang mit der Staffel.

## Erfolge

### Olympische Spiele
- 2002 Salt Lake City: 7. Platz Staffel, 13. Platz 500 m

### Shorttrack-Weltmeisterschaften
- 1999 Sofia: 19. Platz 1000 m, 25. Platz Mehrkampf, 31. Platz 500 m
- 2000 Sheffield: 12. Platz 1000 m, 13. Platz 1500 m, 20. Platz Mehrkampf, 33. Platz 500 m
- 2001 Jeonju: 22. Platz 500 m, 26. Platz 1500 m, 28. Platz 1000 m, 30. Platz Mehrkampf
- 2002 Montreal: 7. Platz 1500 m, 8. Platz Staffel, 11. Platz 500 m, 14. Platz Mehrkampf, 22. Platz 1000 m

### Team-Weltmeisterschaften
- 2002 Montreal: 7. Platz

### Europameisterschaften
- 1998 Budapest: 9. Platz Mehrkampf
- 1999 Oberstdorf: 15. Platz Mehrkampf
- 2000 Bormio: 9. Platz Mehrkampf
- 2002 Grenoble: 2. Platz Staffel, 11. Platz Mehrkampf

## Persönliche Bestleistungen
| Disziplin | Zeit         | Datum           | Ort    |
| --------- | ------------ | --------------- | ------ |
| 500 m     | 44,087 s     | 22. Januar 2000 | Bormio |
| 1000 m    | 1:31,230 min | 23. Januar 2000 | Bormio |
| 1500 m    | 2:23,616 min | 21. Januar 2000 | Bormio |